# Samuel Dickinson Hubbard
Samuel Dickinson Hubbard, född 10 augusti 1799 i Middletown, Connecticut, död 8 oktober 1855 i Middletown, Connecticut, var en amerikansk politiker (whig). Han representerade delstaten Connecticuts andra distrikt i USA:s representanthus 1845–1849. Han var postminister i Millard Fillmores kabinett 1852–1853.
Hubbard utexaminerades 1819 från Yale College. Han studerade sedan juridik och arbetade som advokat i Middletown 1823–1837. Han var därefter verksam inom tillverkningsindustrin.
Hubbard blev invald i representanthuset i kongressvalet 1844. Han omvaldes 1846 och efterträddes 1849 som kongressledamot av Walter Booth från Free Soil Party.
Postministern Nathan K. Hall avgick 1852 och efterträddes av Hubbard. Han tjänstgjorde i ämbetet till slutet av Fillmores mandatperiod som president.
Hubbard avled 1855 och gravsattes på Indian Hill Cemetery i Middletown.